# Abel Tasman Coast Track

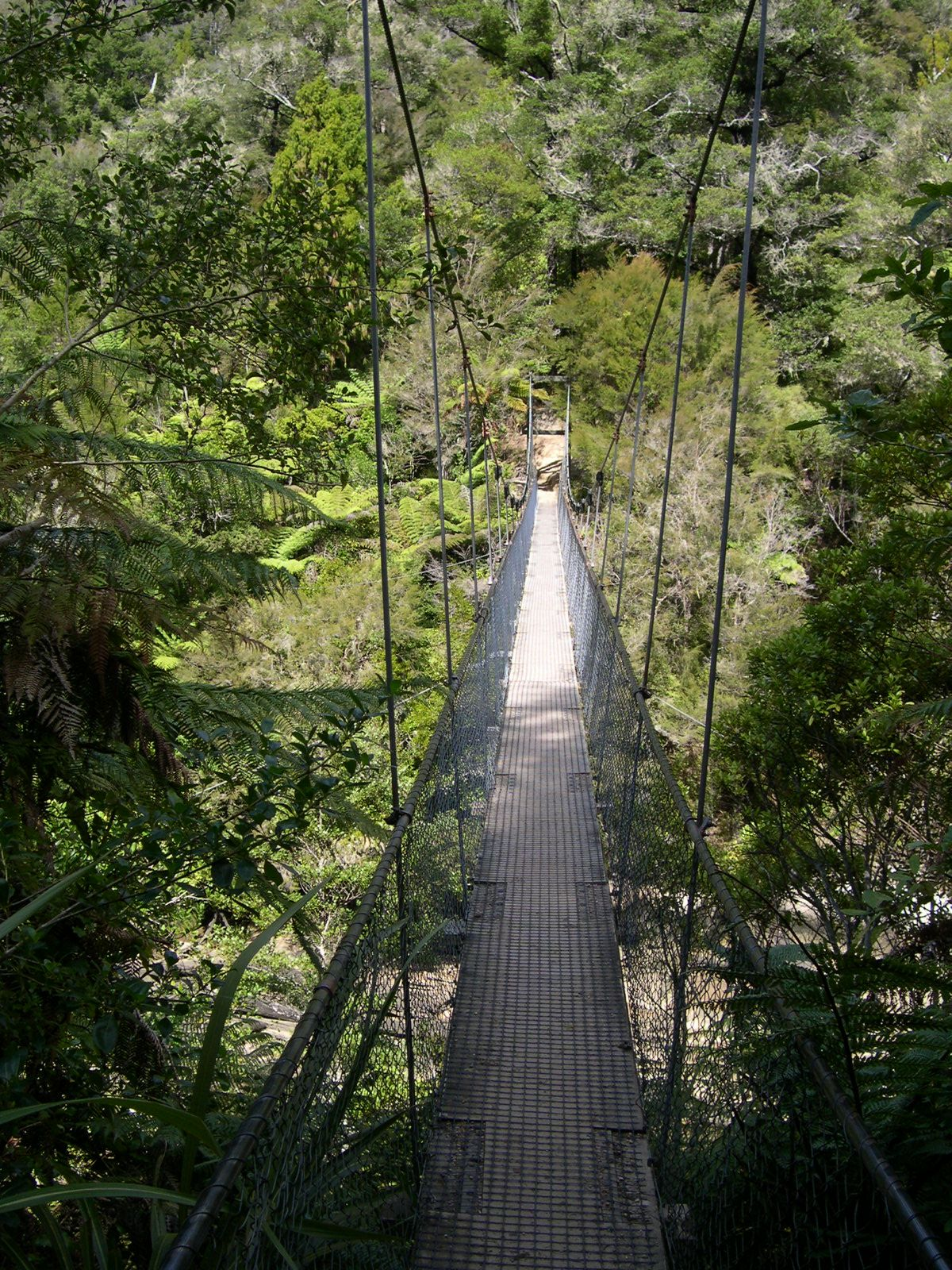
Brücke über einen Flusslauf, der den Abel Tasman Coast Track quert

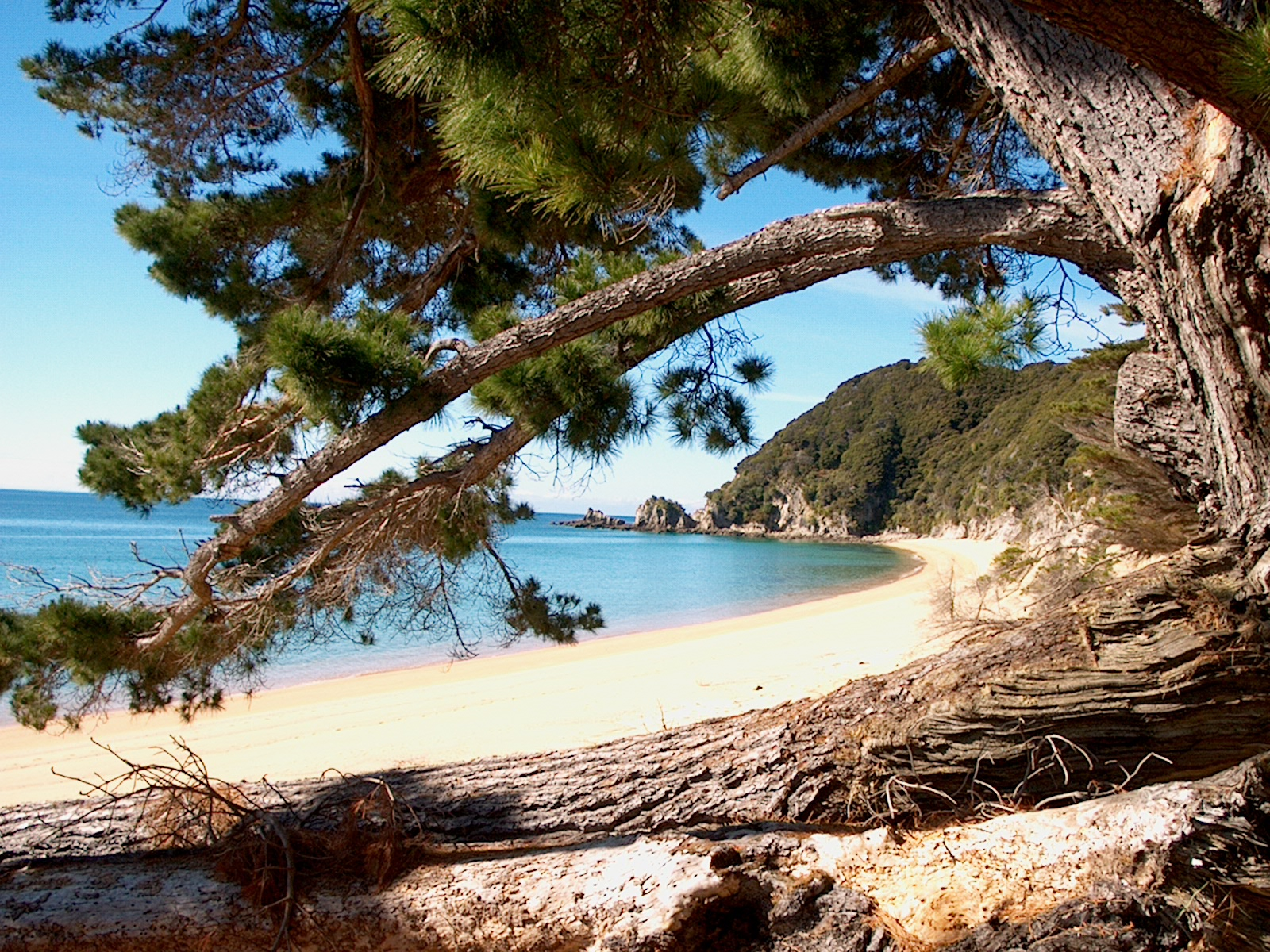
Einer der zahlreichen Strände am Weg

Angaben zu Distanzen & Wanderdauern zu einzelnen Punkten im südlichen Abschnitt des Abel Tasman Coast Track

Der Abel Tasman Coast Track ist ein 51 Kilometer langer Wanderweg im Norden der Südinsel Neuseelands. Er führt von Marahau im Süden bis zur Wainui Bay im Norden des Abel Tasman National Parks und zählt zu den New Zealand Great Walks. In seinem Verlauf führt der Track meist nahe an der Küstenlinie, allerdings in unterschiedlichen Höhen über dem Meeresspiegel entlang. Zahlreiche Abzweigungen führen vom Weg in das Innere des Nationalparks.
Der Coast Track ist einer der beiden Hauptwege des Nationalparks, der parallel im Landesinneren verlaufende Abel Tasman Inland Track, erstreckt sich auf rund 38 Kilometer zwischen Tinline Bay und Torrent Bay.
Der Coast Track ist sehr gut befestigt und durch das milde Klima das ganze Jahr über zugänglich. Er ist einer der Great Walks des Department of Conservation und mit über 200.000 Besuchern pro Jahr der am besten besuchte.
Man kann den Walk unabhängig von Voranmeldungen als Individualreisender begehen, es werden aber auch von verschiedenen professionellen Anbietern geführte Touren angeboten. Mit Wassertaxis, einem nach festem Fahrplan betriebenen Schiffsverkehrs oder mit Jetbooten kann man sich an den verschiedenen Landestellen entlang der Küstenlinie absetzen lassen, um nach einer Wanderung auf einem Teilstück wieder über den Wasserweg zurückzukehren.
Eine weitere Möglichkeit ist es, per Kayak die Küste entlang zu fahren; dies wird durch mehrere Zeltplätze unterstützt.
Besonders in Marahau gibt es zahlreiche Angebote für Übernachtungen, Camping sowie Kayakverleih.
Um die gesamte Länge von 51 Kilometer zu gehen, sollte man zwischen drei und fünf Tagen einplanen. Aufgrund der interessanten Natur entlang der Strecke bieten sich regelmäßige Stopps unbedingt an. Ein-Tages-Wanderungen sind aber auch sehr beliebt.
Um im Nationalpark übernachten zu können, müssen Besucher eine gebuchte Übernachtung nachweisen können. Individualreisende, die die DOC Campingplätze oder Hütten nutzen wollen, müssen vor allem in der Hauptreisezeit die Übernachtungswünsche vorher reservieren.
Der Weg kreuzt an mehreren Stellen Zuflüsse zur Tasmansee oder direkt Meeresbuchten. In Abhängigkeit von Ebbe und Flut können diese zeitweilig begehbar sein, oder es müssen längere Umgehungsstrecken zurückgelegt werden.